# Peucetia ketani
Peucetia ketani är en spindelart som beskrevs av Gajbe 1992. Peucetia ketani ingår i släktet Peucetia och familjen lospindlar. Inga underarter finns listade i Catalogue of Life.